# Ботаніка
Бота́ніка (дав.-гр. βοτανικός — «той, що стосується трав», від βοτάνη — «трава, пасовисько»), також фітологія (дав.-гр. φυτό — «рослина» та λόγος — «вчення, наука») або біологія рослин — розділ біології, що вивчає рослини: їх будову, життєдіяльність, розмноження, хвороби, історію розвитку, географічне поширення, класифікацію тощо, а також структуру, розвиток і розміщення на земній кулі рослинних угруповань.
Досліджує біологічну різноманітність світу рослин, систематизує і класифікує рослини, досліджує їх будову, географічне поширення, еволюцію, популяційно-видову, флористичну та ценотичну диференціацію, історичний розвиток, функціональну біогеоценотичну і біосферну роль, корисні властивості, фіторесурсні потенції, вплив на рослинність антропогенних чинників, вишукує раціональні шляхи збереження й охорони флори. Та основна мета ботаніки як науки — одержання й узагальнення нових знань про світ рослин у всіх проявах його існування.
Основні ботанічні дисципліни: систематика, морфологія, анатомія рослин, ембріологія, палеоботаніка, географія рослин, біохімія рослин, ботанічна географія, геоботаніка, ботанічне ресурсознавство, а також альгологія, бріологія, еквізетологія, лікоподіологія, птеридологія, пінологія, магноліологія.
Вона поділяється на кілька спеціальних дисциплін, таких як ідентифікація і класифікація рослин (таксономія), вивчення їхнього внутрішнього формування (морфологія рослин), їхній внутрішньої будови (анатомія рослин), їхньої мікроскопічної будови (гістологія рослин), функціонування і перебіг життя (фізіологія рослин), їхнє поширення по поверхні Землі і їхнє оточення (екологія рослин). Палеоботаніка вивчає викопні рослини, економічна ботаніка займається використанням рослин. Садівництво, сільське господарство і лісівництво також є галузями ботаніки.

## Історія

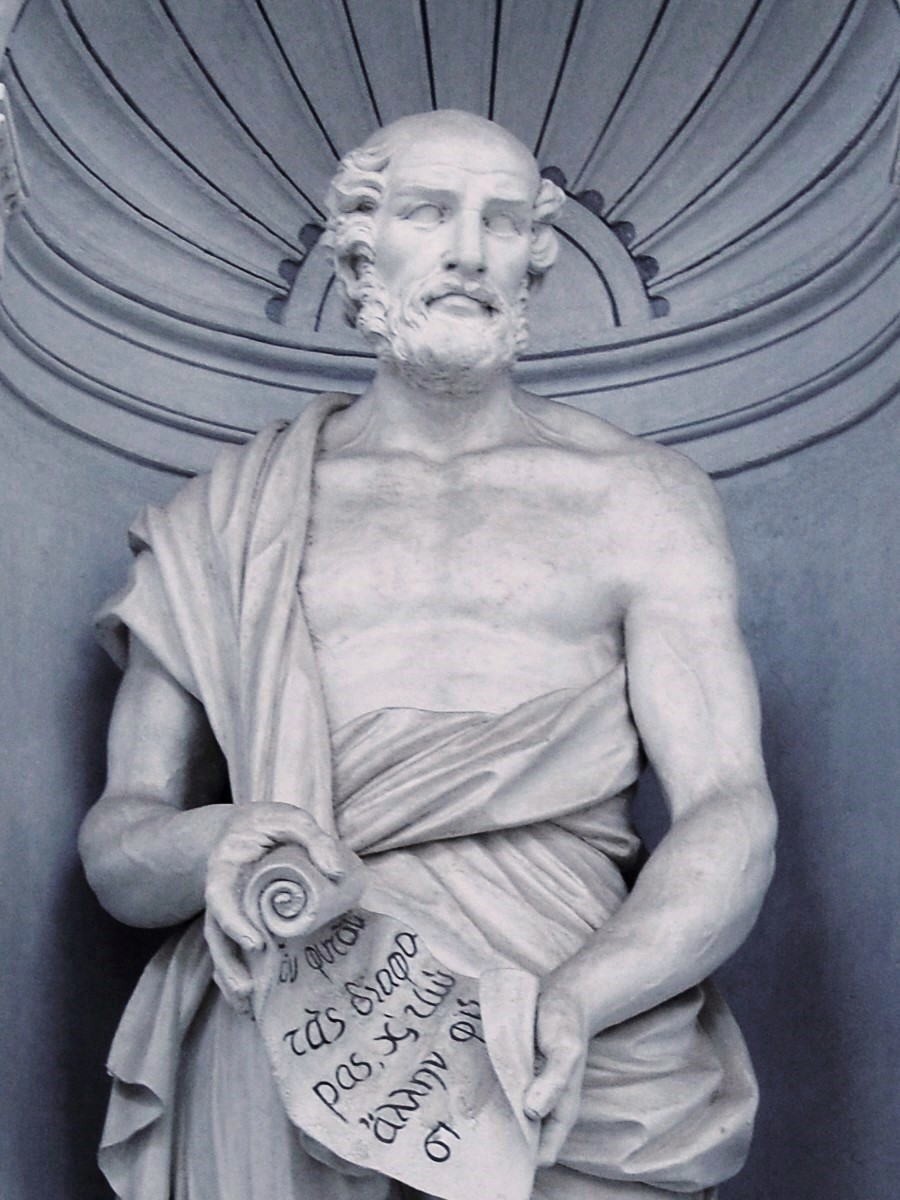
Статуя Теофраста у ботанічному саду Палермо

У процесі розвитку ботаніка диференціювалася на ряд окремих наук, з яких найважливіші: морфологія рослин — наука про будову і розвиток основних органів рослин; з неї виділилися: анатомія (гістологія) рослин, що вивчає внутрішню будову рослинного організму; клітинна біологія рослин, що вивчає особливості будови рослинної клітини; ембріологія рослин, яка досліджує процеси запліднення і розвитку зародка у рослин; фізіологія рослин — наука про життєдіяльність рослинного організму, близько пов'язана з біохімією рослин — наукою про хімічні процеси в них; генетика рослин вивчає питання мінливості і спадковості рослин; завдання систематики рослин — вивчення й класифікація усіх видів рослин і створення системи рослинного світу; палеоботаніка (фітопалеонтологія) вивчає викопні рослини і близько пов'язана з філогенією рослин, завданням якої є відтворення історичного розвитку рослинного світу; географія рослин (фітогеографія) — наука про закономірності поширення рослин на земній кулі; з неї виділились екологія рослин — наука про взаємовідношення рослинного організму і середовища — та фітоценологія (геоботаніка) — наука про рослинні угруповання.
Виділяють ще ряд спеціалізованих дисциплін, які вивчають окремі групи рослинного світу, наприклад альгологія — науку про водорості, мікологію — про гриби, ліхенологію — про лишайники, бріологію — про мохоподібні, дендрологію — про деревні породи, палінологію — про будову спор і пилку і т. д. На основі ботаніки розвинулися такі галузі науки, як мікробіологія, фітопатологія, фармакологія тощо. З успіхом ботанічної науки тісно пов'язаний розвиток агрономічних дисциплін. Все більшого значення набуває використання рослин в народному господарстві, вони широко застосовуються у різних галузях промисловості (харчовій, хімічній, текстильній та ін.), ідуть на виготовлення різноманітних лікарських препаратів, антибіотиків тощо.
Розвиток ботаніки пов'язаний з практикою людини, з використанням рослинних багатств. Перший оглядовий твір з ботаніки належить учневі Арістотеля — Теофрасту (372—287 до н. е.). В 1 століття н. е. римські автори Діоскорід і Пліній Старший доповнили ці відомості. Середньовічні вчені продовжили накопичення описової інформації, розпочате античними вченими. В епоху Відродження в зв'язку із збагаченням відомостей про рослини виникла потреба в систематизації рослинного світу. Великі заслуги в справі упорядкування ботанічних знань належать Карлу Ліннею, який в середині 18 століття запровадив бінарну номенклатуру рослин, першим зробив спробу класифікації рослинного світу та розробив штучну систему, розподіливши рослинний світ на 24 класи.
Винахід мікроскопа, успіхи у хімії, техніці створили умови для розвитку анатомії, клітинної біології, ембріології рослин і вивчення мікроскопічних рослин. Фізіологія рослин тісно пов'язана з розвитком хімії і фізики; успішно вона починає розвиватися лише наприкінці 18 — на початку 19 ст., коли були відкриті дихання і фотосинтез у рослин, досліджені мінеральне живлення, їхній ріст і розмноження.
Еволюційне вчення Чарльза Дарвіна стало основою для подальшого розвитку ботаніки. З удосконаленням методики досліджень в 19 — на початку 20 ст. збагачуються відомості про рослинний світ; починається розробка філогенетичних систем, розвиваються нові галузі ботаніки — фітогеографія, екологія, палеоботаніка, фітоценологія та генетика рослин.

### Історія ботаніки в Україні
Дослідження у галузі ботаніки Україні розпочали фітобіологи Кременецького ліцею (Тернопільська область), відкритого у 1805 році. При ліцеї існував ботанічний сад, де працювали В. Бессер та А. Анджейовський, згодом — одні з перших викладачів ботаніки відкритого у 1834 році університету святого Володимира у Києві. Розвиток ботаніки у цей період пов'язаний з іменами професорів цього університету М. Максимовича, Р.Траутфеттера, І.Борщова, О.Баранецького, К.Пурієвича, І.Шмальгаузена, С.Навашина, професорів Харківського університету В.Черняєва, А.Краснова, В.Арнольді, професорів Одеського університету А.Яновича, Г.Танфільєва, Ф.Породка, Ф.Каменського та професорів інших навчальних та наукових закладів, зокрема Л.Ценковського, В.Палладіна, В.Ротерта, Є.Вотчала, В.Талієва, В.Липського. Новий етап у розвитку ботаніки пов'язаний із діяльністю О.Фоміна, який очолив у 1914 році кафедру ботаніки університету святого Володимира, а згодом заснував та очолив науково-дослідну кафедру ботаніки ВУАН (нині Інститут ботаніки НАН України). Першочергові завдання розвитку ботаніки у цей період визначено у доповіді професора О.Янати на засіданні ботанічної секції Українського наукового товариства у 1920 році, полягали насамперед у вивченні видового складу української флори та її генезису на базі докладного ботаніко-географічного обстеження території України та розвитку прикладної ботаніки в інтересах сільського господарства. О.Фомін уперше розробив ботанічне районування території України у тодішніх її межах, організував систематичне вивчення спорових рослин республіки та започаткував фундаментальне багатотомне видання «Флора України» (1936–65). Професор К.Пачоський першим чітко сформулював думку про те, що рослинність є предметом самостійної науки — геоботаніки. З ініціативи Ю.Клеопова та Є.Лавренка у 30-і роки XX століття почалося вивчення рослинного покриву України, що завершилося виданням 4-томної монографії «Рослинність УРСР» (1968–73). М.Клоков сформулював основні принципи фітоейдології — науки про географічні раси рослин, описав більш як 500 нових для науки видів, М.Котов детально дослідив флору України. Харківська школа біосистематики під керівництвом Ю.Прокудіна проводила поглиблене вивчення злаків України, результати якого втілені у однойменній монографії (1973). Початок дослідження мохів та лишайників в Україні пов'язаний з іменами О.Архимовича, А.Окснера («Флора лишайників України», 1966; 1968), Д.Зерова («Флора печіночних та сфагнових мохів УРСР», 1964; «Очерки филогении бессосудистых растений», 1972), А.Лазаренка (автор праць із систематики та географії листяних мохів та засновник експериментальних напрямів у бріології, зокрема експериментальної апогамії). Морфолого-онтогенетичні та флористичні дослідження водоростей почалися в Україні у 19 ст. (професори І.Борщов, Я.Вальц, В.Казановський, В.Совинський). У подальший розвиток альгології значний внесок зробили Я.Ролл, який започаткував видання серії посібників — «Визначник прісноводних водоростей Української РСР», засновник київської школи альгологів О.Топачевський та О.Коршиков, всесвітньо визнаний спеціаліст із вивчення зелених водоростей, який відкрив та описав кількасот нових видів. Вивчення водоростей Чорного та Азовського морів пов'язане з іменами І.Погребняка, Н.Морозової-Водяницької та О.Гутника. Початок та розвиток цілеспрямованих флористико-систематичних досліджень грибів України пов'язані з іменами професорів С.Морочковського та М.Зерової, під керівництвом яких створено фундаментальне видання — 5-томний «Визначник грибів України» (1967–79). Становлення фізіології рослин в Україні пов'язане з іменами Є.Вотчала, В.Любименка та М.Холодного. Розвитку ботанічної науки в Україні сприяли також успіхи С.Навашина щодо відкриття подвійного запліднення у покритонасінних рослин, а також у вивченні морфології хромосом, сперміогенезу та особливостей росту пилкових трубок. Також отримали визнання роботи його учнів у галузі ембріології та цитології рослин Я.Модилевського, В.Фінна, Г.Левитського та Л.Делоне, П.Оксіюка. Один із засновників сучасної цитогенетики віддалених гібридів та радіаційного мутагенезу А.Сапєгін виконав ґрунтовні дослідження для підтвердження концепції індивідуальності пластид.
Успіхи сучасної української ботаніки, зокрема у галузі флористики, систематики, геоботаніки, екології та охорони вищих і нижчих рослин, фізіології рослин, промислової ботаніки пов'язані з іменами таких науковців, як М.Голубець, Є.Кордюм, К.Ситник, А.Травлєєв, Т.Черевченко, Ю.Шеляг-Сосонко, Т.Андрієнко, М.Бойко, Р.Бурда, Я.Дідух, Д. Дубина, В.Комендар, С. Кондратюк, Н.Кондратьєва, К.Малиновський, Н.Масюк, П.Мороз, С.Стойко, О. Ходосовцев, В.Чопик та інші. Виходять спеціалізовані наукові журнали — «Український ботанічний журнал» (від 1921), «Альгологія» (від 1991), «Чорноморський ботанічний журнал» (від 2005).

## Значення ботаніки

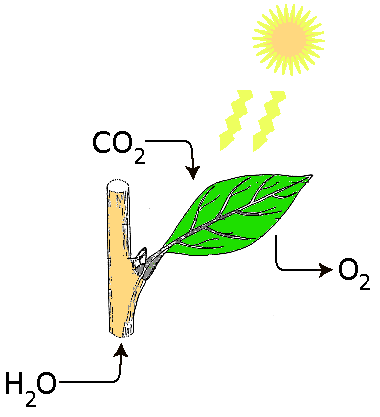
Загальна схема фотосинтезу

Вивчення рослин має життєво важливе значення, через те що вони є фундаментом для усього тваринного світу на Землі. Рослини виробляють більшу частину кисню та харчових продуктів для забезпечення життєдіяльності людей та інших організмів. Рослини, водорості та ціанобактерії є основними групами організмів, які здійснюють фотосинтез — процес, який використовує енергію сонячного світла для перетворення води та двоокису вуглецю на вуглеводи, які можуть бути використані як джерела хімічної енергії або в органічних молекулах, які використовуються у структурних компонентах клітин. Як побічний продукт фотосинтезу рослини викидають кисень у атмосферу, газ, який необхідний майже усім організмам для здійснення клітинного дихання. Окрім того, вони впливають на глобальний вуглецевий цикл та кругообіг води, а також корені рослин зв'язують та стабілізують ґрунт, запобігаючи ерозії. Рослини мають вирішальне значення для майбутнього людського суспільства, оскільки вони дають їжу, кисень, ліки та природні ресурси для людей, а також створюють та зберігають ґрунт.
У сучасній ботаніці широкого розмаху набули дослідження структурно-функціональної організації рослинних клітин, репродукції, росту та розвитку рослин, біохімічного складу, метаболізму та його регуляції, процесів репарації та адаптації до змін умов довкілля нижчих та вищих рослин in vivo та in vitro на органному, клітинному та молекулярному рівнях. Ці питання розглядали на міжнародний ботанічних конгресах у Японії у 1993 році та у США у 1998 році. Крім класичних методів (морфолого-географічного, анатомічного, ембріологічного та цитологічного), застосовуються методи електронної мікроскопії, електронної цитохімії, імунохімії та імуноцитохімії, авторадіографії, молекулярної біології, біофізики, культури органів, тканин та клітин, рекомбінації молекул та генної інженерії. Ефективне використання у фундаментальних дослідженнях знаходять трансгенні рослини та мутанти. Із застосуванням відповідних методів біохімії, молекулярної біології та математики у систематиці рослин виділено такі напрями, як хемо- та геносистематика, нумерична систематика та кладистика.

## Предмет досліджень, основні напрямки та методи

### Предмет та основні напрямки досліджень

Pinguicula grandiflora

За об'єктами дослідження у ботаніці виділяють альгологію — науку про водорості, мікологію — про гриби, ліхенологію — про лишайники, бріологію — про мохи; вивчення мікроскопічних організмів, переважно зі світу рослин (бактерій, актиноміцетів, деяких грибів та водоростей), виокремлюють у особливу науку — мікробіологію. Хворобами рослин, що викликаються вірусами, бактеріями та грибами, займається фітопатологія.
'Основна ботанічна дисципліна — систематика рослин'  — розділяє різноманіття рослинного світу на супідрядні одна одній природні групи — таксони (класифікація), встановлює раціональну систему їх найменувань (номенклатура) та з'ясовує родинні (еволюційні) взаємини між ними (філогенія). У минулому систематика ґрунтувалася на зовнішніх морфологічних ознаках рослин та їх географічному поширенню, тепер систематики широко використовують також ознаки внутрішньої будови рослин, особливості будови рослинних клітин, їх хромосомного апарату, а також хімічний склад та екологічні особливості рослин. Встановлення видового складу рослин (флори) будь-якої певної території звичайно називається флористикою, виявлення областей поширення (ареалів) окремих видів, родів та родин — хорологія (фітохорологією). Вивчення деревних та чагарникових рослин виділяють у особливу дисципліну — дендрологію.
У тісному взаємозв'язку із систематикою перебуває морфологія рослин, яка вивчає форму рослин у процесі індивідуального (онтогенез) та історичного (філогенез) розвитку. У вузькому сенсі морфологія вивчає зовнішню форму рослин та їх частин, а у більш широкому — включає анатомію рослин, що вивчає їх внутрішню будову, ембріологію, що досліджує утворення та розвиток зародка, та цитологію, що вивчає будову рослинної клітини. Деякі розділи морфології рослин виділяють у особливі дисципліни у зв'язку з їх прикладним або теоретичним значенням, наприклад: органографія — опис частин та органів рослин, палінологія — вивчення пилку та спор рослин, карпологія — опис та класифікація плодів, тератологія — вивчення аномалій (терат) у будові рослин. Розрізняють порівняльну, еволюційну та екологічну морфологію рослин.
Вивченням рослин у їх взаємовідношеннях із середовищем проживання займається ряд галузей ботаніки, які іноді об'єднуються під загальною назвою екологія рослин. У вужчому сенсі екологія вивчає вплив місця існування на рослину, а також різноманітні пристосування рослин до особливостей цього середовища. На земній поверхні рослини утворюють певні співтовариства, або фітоценози, повторювані на більш-менш значних територіях (ліси, степи, луки, савани тощо). Дослідженням цих співтовариств займається геоботаніка або фітоценологія. У ширшому сенсі геоботаніка змикається із вченням про екосистеми, або з біогеоценологією, що вивчає взаємини між рослинним покривом, тваринним світом, ґрунтами та підґрунтовими гірськими породами. Цей комплекс називається біогеоценозом.
Поширення окремих видів рослин на поверхні земної кулі вивчає географія рослин, а особливості розподілу рослинного покриву на Землі залежно від сучасних умов та історичного минулого — ботанічна географія.
Наука про викопні рослини — палеоботаніка — має першорядне значення для відновлення історії розвитку рослинного світу. Дані палеоботаніки мають найважливіше значення для вирішення багатьох питань систематики, морфології (включаючи анатомію) та історичної географії рослин. Її даними користується також геологія (історична геологія та стратиграфія).
Корисні властивості дикорослих рослин та можливості їх окультурення вивчає економічна ботаніка (господарська ботаніка, ботанічне ресурсознавство). Із економічною ботанікою тісно пов'язана етноботаніка — вчення про використання рослин різними етнічними групами населення земної кулі. Важливий розділ прикладної ботаніки — вивчення дикорослих родичів культурних рослин, що мають цінні властивості (наприклад, імунітет до хвороб, посухостійкість та ін.).
Фізіологію рослин та біохімію рослин не завжди відносять до ботаніки, оскільки багато фізіологічних та біохімічних процесів, що протікають у рослинах, аналогічні або навіть тотожні процесам, що протікають у тваринних організмах, і вивчаються подібними методами. Однак біохімія та фізіологія рослин відрізняються рядом специфічних рис, виключно або майже виключно властивих рослинам. Тому розмежувати фізіологію та біохімію рослин від власне ботаніки нелегко, тим більше, що фізіологічні та біохімічні особливості рослин можуть розглядати як таксономічні ознаки, отже, цікавлять систематиків рослин. Ці ж особливості надзвичайно важливі для розуміння проблем екології та геоботаніки, географії рослин та ботанічної географії, економічної ботаніки. генетику рослин зазвичай також розглядають як розділ загальної генетики, хоча деякі її розділи (генетика популяцій, цитогенетика) тісно пов'язані із систематикою, особливо біосистематикою, екологією рослин та геоботанікою.
Межі між перерахованими вище розділами ботаніки значною мірою умовні, через те що їхні методи нерідко перехрещуються, а дані взаємно використовуються. Важко визначити місце таких наук, як фізіологічна анатомія та екологічна фізіологія, або відокремити використання хімічних особливостей рослин у систематиці (хемосистематика) від порівняльної біохімії рослин; паралельно з цим процесом йде і дуже вузька спеціалізація окремих ботанічних розділів.
Ботаніка тісно пов'язана із багатьма іншими науками — з екологією через палеоботаніку та індикаційну геоботаніку (використання ознак деяких рослин та їх спільнот як індикаторів деяких корисних копалин); з хімією — через біохімію та фізіологію, економічну ботаніку і фармакогнозію; з ґрунтознавством та фізичною географією — через екологію та геоботаніку; з технічними науками — через економічну ботаніку. Ботаніка — природно-історична основа сільського та лісового господарства, зеленого будівництва у містах, курортах та парках, вона вирішує багато питань харчової, текстильної, целюлозно-паперової, мікробіологічної, деревообробної промисловості. Однак найважливіше завдання ботаніки — вивчення закономірностей розвитку та охорони середовища існування людства — біосфери та перш за все рослинного світу — фітосфери.

### Методи досліджень у ботаніці
Сучасна ботаніка використовує комплекс різних методів (описовий, порівняльний, експериментальний та інші) та знання із суміжних наук. Деякі з них:
- пилковий аналіз
- вирощування in vitro (у пробірці)
- біохімічні методи

### Головні розділи
- клітинна біологія рослин
- анатомія рослин
- морфологія рослин
- систематика рослин
- фізіологія рослин
- палеоботаніка
  - палінологія
- екологія рослин
- біохімія рослин
- фітосоціологія
- геоботаніка
- флористика
- альгологія
- бріологія
- еквізетологія
- лікоподіологія
- пінологія
- магноліологія
- філогенія рослин
- прикладна ботаніка
  - лісова ботаніка
  - фармацевтична ботаніка